# Tuba Sounds
Tuba Sounds è il primo album di Ray Draper (il disco è a nome Ray Draper Quintet), pubblicato dalla Prestige Records nel giugno del 1957.

## Tracce
Lato A
1. Terry Anne – 6:39 (Webster Young)
2. You're My Thrill – 6:48 (Jay Gorney, Sidney Clare)
3. Pivot – 5:13 (Mal Waldron)

Durata totale: 18:40
Lato B
1. Jackie's Dolly – 4:54 (Ray Draper)
2. Mimi's Interlude – 8:14 (Ray Draper)
3. House of Davis – 5:28 (Webster Young)

Durata totale: 18:36

## Musicisti
- Ray Draper - tuba
- Jackie McLean - sassofono alto
- Mal Waldron - pianoforte
- Webster Young - tromba
- Spanky DeBrest - contrabbasso
- Ben Dixon - batteria